# 빠 댁
빠 댁(라오어: ປາແດກ, 이산어: ปาแดก)은 라오스 및 인접한 태국의 이산 지역에서 먹는 어장이다.
메기과, 동자개과, 잉어과 등의 민물생선에 쌀겨와 소금을 넣어 염장 발효시켜 만들며, 맑은 액체 어장인 남 빠보다 걸쭉하고 건더기가 함께 들어 있다. 베트남의 맘, 태국의 쁠라 라와 비슷하다.
땀 솜(풋파파야 샐러드) 등 라오스·이산 요리에 두루 쓰인다.